# 圣十字区

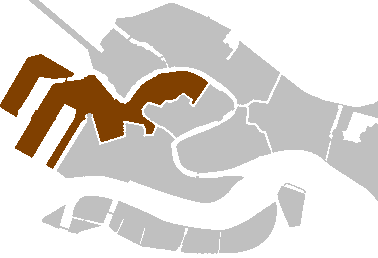
位置

圣十字区（Santa Croce）是威尼斯的6个区之一。 

## 地理
圣十字区位于威尼斯主岛的西北部，可以分为两个部分：东部主要是中世纪建筑，而西部 - 包括港口和Tronchetto岛 - 大部分位于20世纪的填海区。
圣十字区的罗马广场（罗马广场），是威尼斯的巴士站和停车场，也是威尼斯唯一能通行汽车的地段。旅游景点主要位于东部，包括戴蒂尼修會教堂（Chiesa di San Nicolò da Tolentino）、土耳其商馆（Fondaco dei Turchi）、圣雅各伯教堂（Chiesa di San Giacomo dall'Orio ）、服装历史中心、贵族宫（Patrician Palace）和王后宫（Ca'Corner della Regina）。

## 历史
该区曾经是Luprio沼泽的一部分，但一直在逐步填埋。1933年4月潟湖道路的开通对该区的影响甚大。